# .gg
.gg ist die länderspezifische Top-Level-Domain (ccTLD) der Vogtei Guernsey. Sie existiert seit dem 7. August 1996 und wird von der ortsansässigen Island Networks verwaltet.

## Eigenschaften
Insgesamt darf eine Adresse zwischen drei und 63 Zeichen lang sein. Die Vergabe erfolgt zwar automatisiert, kann aber trotzdem bis zu drei Werktage in Anspruch nehmen. Stand 2012 gibt es keine besonderen Beschränkungen, insbesondere müssen Inhaber einer Domain keinen Wohnsitz in Guernsey vorweisen. Neben Adressen auf zweiter Ebene sind auch Third-Level-Domains möglich, beispielsweise unterhalb von .co.gg für Unternehmen oder .org.gg für gemeinnützige Organisationen.

## Nutzung
Die Top-Level-Domain .gg ist international vergleichsweise unbedeutend, sie spielt auf der Domain-Handelsplattform Sedo und anderen Plattformen praktisch keine Rolle. Einzig im Juli 2012 erlangte die Endung im Zuge eines Namensstreits zwischen TLD Registrar Services und TLD Registry Services größere Bekanntheit.
Die Endung wird verschiedentlich in der E-Sport-Szene genutzt, da dort gg als Abkürzung für „good game“ genutzt wird. Beispiele sind im Bereich League of Legends op.gg oder diverse Internetpräsenzen von Profiteams wie zum Beispiel navi.gg (Natus Vincere E-Sports Team) oder astralis.gg (Astralis E-Sports Team).
Die Domain coco.gg kam im Rahmen des Prozesses um die Vergewaltigungen von Gisèle Pelicot in die Schlagzeilen.